# 馬加比四書
马加比第四书，又譯《马卡比四书》，是東正教會的一部次經，該書是一篇赞美虔诚的理性高于激情的圣经文本。它是在公元一或二世纪用希腊文写成的。
它不在大多数教会的《圣经》中，在希腊文《圣经》中作为附录存在。本书在格鲁吉亚东正教《圣经》被列入大典。自1688年罗马尼亚东正教和18世纪罗马尼亚天主教，本书被列入《圣经》中，被称为 "Iosip"（约瑟夫）。但是今天的罗马尼亚语圣经中已不再印制本章。

## 内容
本书由序言和两个主要部分组成；第一部分推进了哲学论述，而第二部分则用安提阿哥四世以弗所领导的《马加比书》二章（主要是以利亚撒和马加比青年的殉道）中的例子来说明所提出的观点。最后几章涉及到作者从这些殉道者身上得到的印象。因此，这部作品似乎是与马加比一书和马加比二书独立成篇，只是借鉴了它们的描述来支持它的论点。它最初是用希腊语写成的，用东方/希腊东正教圣经的斯蒂芬-韦斯特霍姆所说的「非常流利⋯⋯用一种高度修辞性和受影响的希腊文风格。」
作者相信灵魂不死，但从未提及死人的复活，据说好的灵魂会与祖先和上帝同享永生的幸福，但即使是恶的灵魂也被认为是不死的。在作者看来，马卡比人的苦难和殉道，对犹太民族来说是一种代罪，作者把殉道描写成是为犹太人过去的罪孽带来赎罪。

## 延伸阅读
- 维基文库中的相關文獻：Μακκαβαίων Δ', Septuagint Greek text from 1935 Alfred Rahlfs' edition of the Septuagint (Septuaginta: Id est Vetus Testamentum graece iuxta LXX interpretes)
- 小德兰网站 马加比四书 （页面存档备份，存于）